# Glamorest Life
Glamorest Life är den amerikanska rapartisten Trinas tredje album, utgivet 2006. En av singlarna är "Here We Go", med den tidigare Destiny's Child-medlemmen Kelly Rowland.

## Låtlista
1. "Sum Mo" - 3:36
2. "Don't Trip" - 3:29
3. "Shake" - 4:06
4. "Here We Go" - 3:51
5. "Sexy Gurl" - 3:45
6. "Da Club" - 3:51
7. "It's Your B-Day" - 3:28
8. "I Gotta" - 3:09
9. "Throw It Back" - 3:12
10. "50/50 Love" - 3:01
11. "So Fresh" - 4:01
12. "Reach Out" - 3:42
13. "Lil Mama" - 4:12